# الدين في شبه الجزيرة العربية قبل الإسلام
الدين في شبه الجزيرة العربية قبل الإسلام لا يمكن إثبات وقت محدد لبدء انتشار الحنيفية دين إبراهيم بين عرب ما قبل الإسلام، وكانوا قد عبدوا الأوثان والأصنام والأنصاب وأجداد قبائلهم الكواكب، بسبب كونهم على اتصال دائم بمن حولهم، من شعوب العالم القديم، وكان لهذا الاتصال سبل عديدة: التجارة، وهجرة القبائل والثابت هو دخول الوثنية قبل القرن الثامن للميلاد، بعض الأصنام كانت مقدسة عند كل العرب وأخرى كانت تختص بقوم دون غيرهم.
كان الشرك، هو الشكل السائد للتدين في شبه الجزيرة العربية قبل الإسلام، قائمًا على تبجيل الآلهة والأرواح. كانت العبادة موجهة إلى العديد من الآلهة والإلهات، بما في ذلك هبل واللات والعزى ومناة. تم تبجيل الآلهة والاستدعاء إليها من خلال مجموعة متنوعة من الطقوس، بما في ذلك الحج والعرافة، وكذلك التضحية. تُعزى العديد من الأوصاف المادية لآلهة ما قبل الإسلام إلى الأصنام، خاصة بالقرب من الكعبة المشرفة، والتي يُقال أنها احتوت على ما يصل إلى 360 منها.
وشملت الأديان في شبه جزيرة العرب قبل الإسلام -بالإضافة إلى الحنيفية والشرك- الديانات السامية القديمة والمسيحية واليهودية والمندائية والديانات الإيرانية مثل الزرادشتية والمانوية. تم تمثيل الديانات الأخرى بدرجات متفاوتة أقل. نتج عن تأثير الحضارة الرومانية مجتمعات مسيحية في الشمال الغربي والشمال الشرقي والجنوب من شبه الجزيرة العربية. كان تأثير المسيحية أقل في ما تبقى من شبه الجزيرة. باستثناء النسطورية في الشمال الشرقي والخليج العربي، كان الشكل المهيمن للمسيحية هو الميافيزية. كانت شبه الجزيرة وجهة للهجرة اليهودية منذ العصر الروماني، مما أدى إلى وجود مجتمع شتات مكمل بالمعتنقين المحليين. بالإضافة إلى ذلك، أدى تأثير الإمبراطورية الساسانية إلى وجود الديانات الإيرانية في شبه الجزيرة. تواجدت الزرادشتية في الشرق والجنوب.

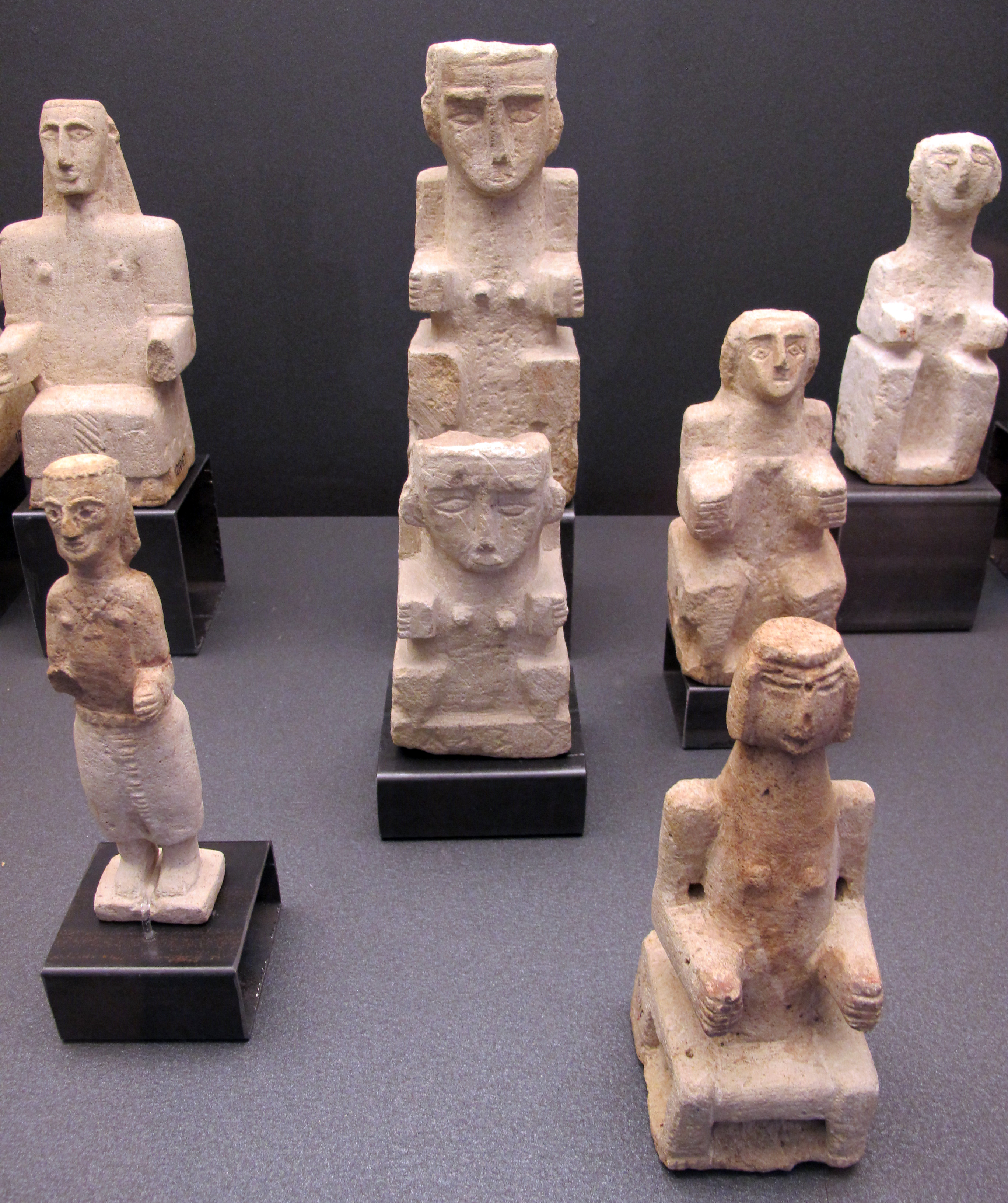
تماثيل نذرية من المرمر من اليمن، موجودة الآن بالمتحف الوطني للفنون الشرقية، روما

## التاريخ والمصادر
حتى القرن الرابع تقريبًا، كان جميع سكان شبه الجزيرة العربية يمارسون ديانات تعدد الآلهة. على الرغم من أن الأقليات اليهودية والمسيحية قد تطورت، إلا أن الشرك ظل النظام العقائدي السائد في شبه الجزيرة العربية قبل الإسلام.
تشمل المصادر المعاصرة للمعلومات المتعلقة بالديانة العربية قبل الإسلام والآلهة عددًا صغيرًا من النقوش والمنحوتات، والشعر الجاهلي، والمصادر الإسلامية، مثل القرآن وكتابات المتقدمين، وكذلك المصادر الخارجية مثل الروايات اليهودية واليونانية خاصة عن عرب الشام والعراق الذين كان لهم صلات وعلاقات قوية مع الإمبراطوريات المجاورة.
كانت إحدى الشهادات الخارجية المبكرة للشرك العربي في حوليات اسرحدون. أوضحت الكتابات الآشورية أن العرب في زمانهم كانوا يتعبدون لأصنام منها «عثتر سمين» (عثتر السماء)، «دلبات»، «عثتر قرمي»، «نهيا»، «اببريلو»، «نهيا».
ذكر هيرودوت، في كتابه "التاريخ''، أن العرب عبدوا أوروتالت (المعروف باسم ديونيسوس) وأيلات (المعروف باسم أفروديت). ذكر سترابو أن العرب عبدوا ديونيسوس وزيوس. وذكر أوريجانوس أنهم عبدوا ديونيسوس وأورانيا.
يقول ابن السائب الكلبي:
| ” | لما تكاثر أولاد إسماعيل وملئوا مكة وضاقت بهم أرضها ووقعت بينهم الحروب والعداوات، أخرج بعضهم بعضاً فتفسخوا في البلاد التماس المعاش، والسبب الذي ساقهم إلى عبادة الأوثان والحجارة، أنه كلما ظعن ظاعن احتمل معه حجراً من حجارة الحرم، تعظيماً " للبيت " وصبابة بمكة، وحينما حلوا وضعوه وطافوا به تيماً بالكعبة. ثم تباعد بهم الزمن فعبدوا ما استحبوا من الأوثان، ونسوا ما كانوا عليه من دين إبراهيم وإسماعيل | “ |

## أماكن العبادة

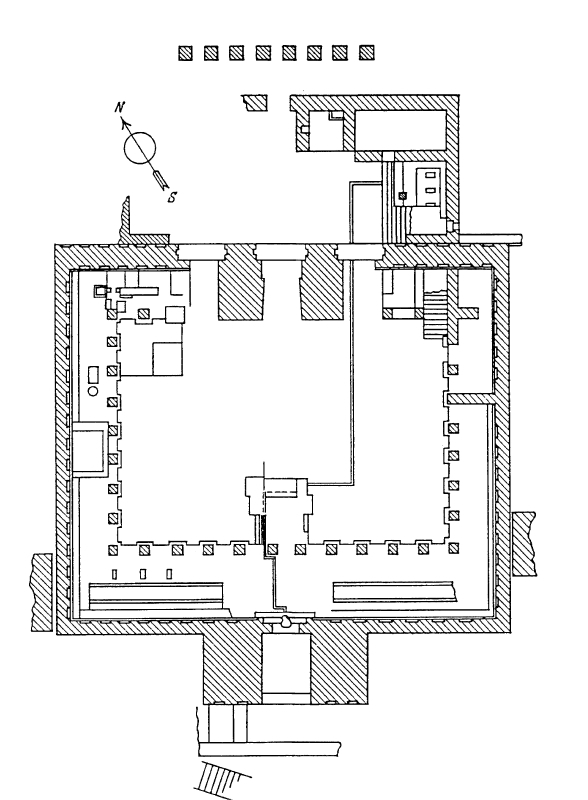
مخطط أرضي لقاعة الحوائط بمعبد أوام في مأرب.

تختلف أماكن العبادة بين موضع وآخر، فتكون على هيئة مباني تبنى بالأحجار المهندمة أو ملكا لدولة مثل ممالك جنوب الجزيرة العربية وكندة أما في شرق الجزيرة العربية فكانت تبنى بالطوب واللبن وتكون بالعادة عبارة عن غرفة واحدة بها الصنم، أما اللحيانيين فيبدو أنهم كانوا يلحقون أحواضا للتطهير قرب المعابد، أما معابد الأنباط فكانت تبنى من قبل الدولة أو الأهالي وتكون عادة متأثرة بالفن الهيليني في بنائها، وبالنسبة للأعراب فكان يصعب عليهم أن يتخذوا أمكنة ثابتة لإقامة عباداتهم ومن ثم كانت الفرائض عندهم بسيطة يقيمونها حيثما حلوا إما بتوجيه نظرهم إلى الأجرام الفلكية مع ذكر آلهتهم أو ببعض أعمال تقوية من سجود ودعاء وتقادم لا سيما في بعض أطوار حياتهم المهمة كمولد بنيهم وتزويجهم ودفن موتاهم، وفي بعض الأمكنة العالية التي كانوا يدعونها «المشارف». وكان إكرامهم لمواليد الطبيعة يوافق أيضًا حالتهم البدوية فيجدون منها أينما ساروا كالأنصاب، وبعض الأشجار، والطيور التي يعيفونها ويزجرونها على مقتضى حركاتها يمينًا أو شمالاً. وكان الأب في عائلته والشيخ في قبيلته يقومان مقام الكهنة ويتوليان إجراء المشاعر الدينية باسم ذويهم. إما بمضارب يزينونها بأصناف الجلود والأقمشة على شكل خيمة العهد في بني إسرائيل.
من مقاماتهم الدينية الكعبات وهي بيوت مربعة مرتفعة على شكل الكعاب، كانوا يفرزونها لديانتهم، منها ذو الكعبات في شمالي الجزيرة لبني أياد، ومنها كعبة نجران، والكعبة اليمانية حيث كان بنو خثعم يعبدون صنمهم المسمى ذا الخلصة مع غيره من الأصنام. وأشهر منها الكعبة الحجازية في مكة، رغم أنها قبل أن تتحول إلى مركز أصنام كانت أول بيت وضع للناس من أجل عبادة الله، إذ جاء في القرآن: { إِنَّ أَوَّلَ بَيْتٍ وُضِعَ لِلنَّاسِ لَلَّذِي بِبَكَّةَ مُبَارَكًا وَهُدىً لِلْعَالَمِينَ }. ثم استقرت بعض القبائل العربية في مكة من العماليق وجرهم، وتصدع بناء الكعبة أكثر من مرة نتيجة لكثرة السيول والعوامل المؤثرة في البناء، وكان أفراد تلك القبيلتين يتولون إصلاحها، ورعايتها. وأول ذكرها في التاريخ ديودورس الصقلي في القرن الأول قبل المسيح. وكثر عدد هذه الهياكل في بعض الأمكنة حتى أن بلينيوس الطبيعي في القرن الثاني للمسيح عد منها 6. في مدينة سبأ حاضرة اليمن و65 في تمنة مدينة بني غطفان.
قام العرب باتخاذ حرمًا لأصنامهم -أي يجعلون لها دائرة تحفظ حرمتها ولا يجوز لأحد انتهاكها- مثل حرم مكة والذي كان أشهرها. وكذلك كان يخدم هذه المقامات رجال يدعونهم كهنة، أو كهانًا، ويريدون بهم الخبيرين بالأحوال الماضية والعرافين، وقد دعوهم سدنة أي خدمًا للمقدس، لقيامهم بحاجاته وحاجات زواره ومنهم من تسمى باسم هذه الأماكن، كعبد الكعبة، وعبد الدار، وكانوا يزينون تلك الهياكل بالتصاوير المنقوشة على جدرانها أو ينصبون فيها التماثيل للأصنام على هيئات شتى. منها حجارة منحوتة بيضاء أو سوداء ومنها صخور من العقيق كهبل، وبعض الحجارة الكريمة أو الصخور العادية كسعد معبود بني كنانة الذي فيه يقول الشاعر:

## أصنام العرب

### اللات

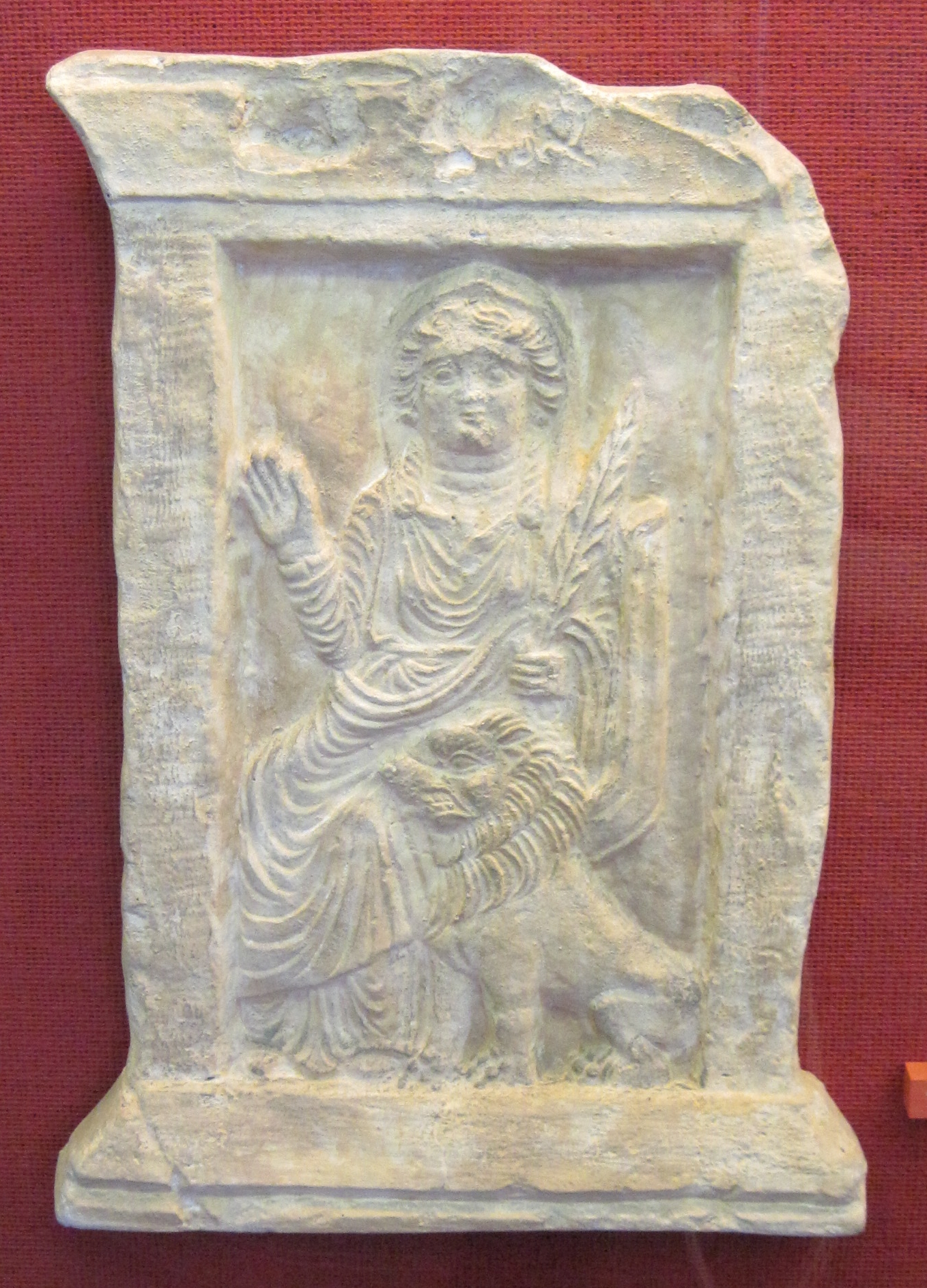
نصب اللات، منحوتة تدمرية، القرن الأول الميلادي

صنم الخصوبة عند العرب قبل الإسلام، وتمثل كذلك الأرض، وأخواتها هن العزى ومنات وهذه الأصنام هن الغرانيق العلى وممن عبد اللات بني ثقيف في الجزيرة العربية وأهل تدمر في بادية الشام؛ حيث بنى له التدمريون معبدا خاصا وهو معبد اللات.

### هبل
هبل هو أحد المعبودات الوثنية لدى العرب القدماء قبل الإسلام، وهو صنم على شكل إنسان وله ذراع مكسورة، قامت العرب بإلحاق ذراع من ذهب بدل منها. كان موجودا داخل الكعبة وقد كان يطلق عليه لقب صاحب القداح، ويقال إن هبل أيضا هو إله الشمس.

### مناة
أقدم أصنام العرب، وهي إلهة القدر أو المصير. نصبت على ساحل البحر من ناحية الشمال بقديد بين مكة والمدينة. وكانت مناة معظمة عند الأوس والخزرج بصفة خاصة، وكل من كان مواليا لهاتين القبيلتين من القبائل عمومًا.

### العزى
كانت تمثل كوكب الصباح، وقد عبدت من قبل قبائل بني سليم وغطفان وجشم، ومن المعتقد أنها نفس الإلهة أفروديت عند الرومان ونفسها هي إيزيس إلهة من مصر القديمة وتستطيع تتبع آثارها في البتراء بوضوح تام.
وكانت العُزَّى أعظم الأصنام التي عبدتها قريش قبل الإسلام، وكانت قد حَمَت لها شعب سقام يضاهون به حرم الكعبة.

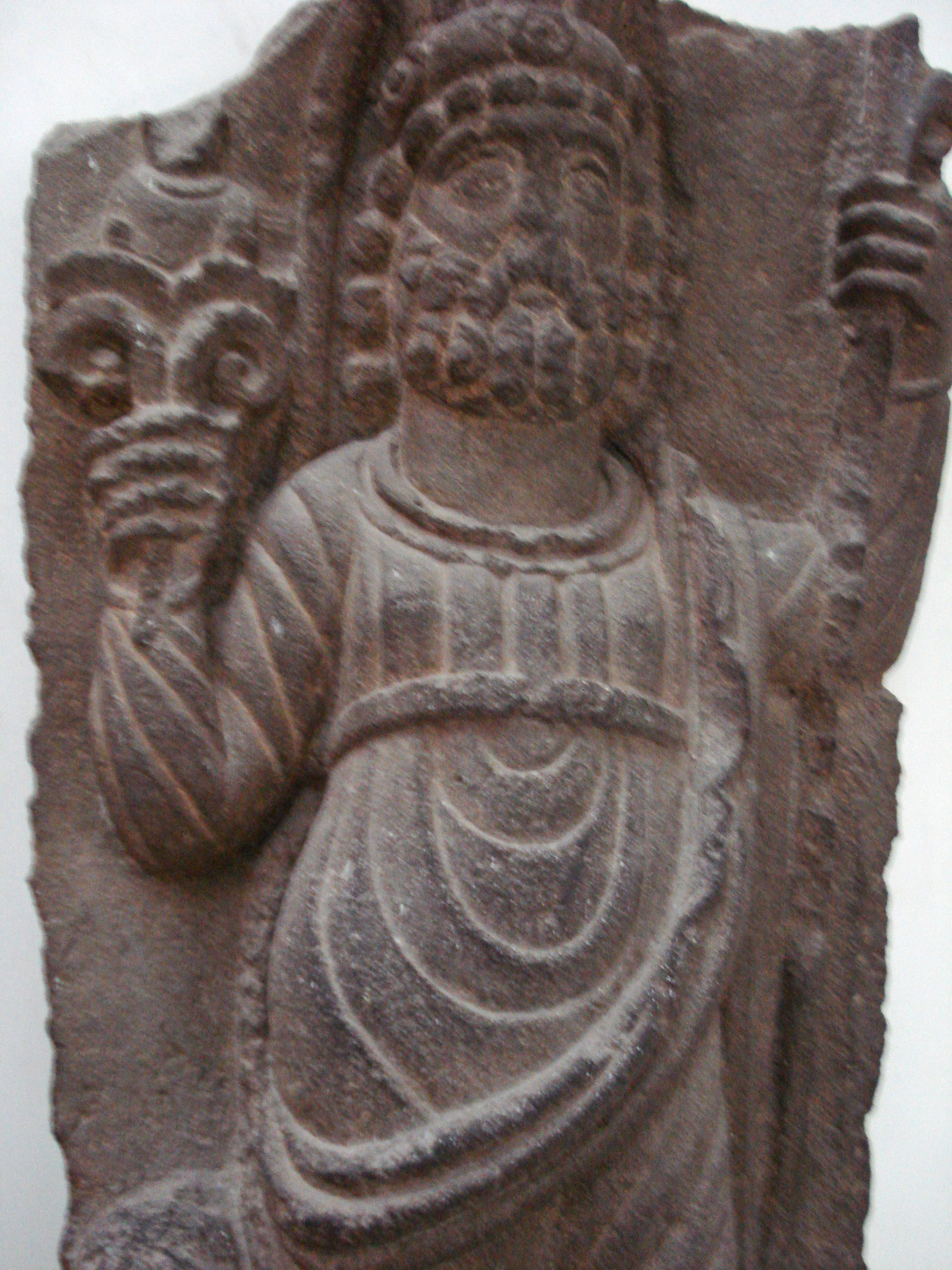
ذو الشرى، منحوتة نبطية وجدت جنوب سورية ومحفوظة في متحف دمشق الوطني

### طاغوت
و هو صنم بشكل أسد من بعض آثار العرب الأنباط - في ذلك الزمان كان القدماء ينشرون آلهتهم بنقلها إلى مدن أخرى مع تجارتهم وهذا الإله ذو الأصل النبطي وقيل أنه هو المقصود بالطاغوت الوارد في القرآن.

### ذو الشرى
أحد أصنام العرب، وهو من معبودات العرب الأنباط في الأردن، كان معبودا في المنطقة.

### ود
واد أو وَدّ صنم بشكل رجل وهو صنم بني كَلْبٍ بِدُومَة الْجَنْدَل قال الماوردي:
| ” | فَهُوَ أَوَّل صَنَم مَعْبُود، سُمِّيَ وَدًّا لِوُدِّهِمْ لَهُ | “ |

### عوض
عوض كان إله الزمن والأبد وهو صنم بكر بن وائل

### سواع
صنم على شكل امرأة وهو صنم بني هُذَيْل

### يعوق
ياعوق أو يَعُوق صنم على شكل حصان وهو صنم بني همدان وَفِيهِ يَقُول مَالِك بْن نَمَط الْهَمْدَانِيّ:
| ” | يَرِيش اللَّه فِي الدُّنْيَا وَيَبْرِي وَلَا يَبْرِي يَعُوق وَلَا يَرِيش | “ |

### نَسْر
صنم بشكل نسر وهو صنم بني حمير
ظهر النسرعلى بعض القطع الاثرية استخدمها شعاراً بعض الممالك العربية الجنوبية القديمة (معين وسبأ وحمير وحضرموت) ومملكة الأنباط في الشمال. 

### يغوث
كان من أصنام قبيلة مراد ثم لبن عُطيف بالجرف عند سبأ وقال فيه أبو عثمان النهدي:
| ” | وَكَانَ مِنْ رَصَاص، وَكَانُوا يَحْمِلُونَهُ عَلَى جَمَل أَحْرَد، وَيَسِيرُونَ مَعَهُ وَلَا يُهَيِّجُونَهُ حَتَّى يَكُون هُوَ الَّذِي يَبْرُك، فَإِذَا بَرَكَ نَزَلُوا وَقَالُوا: قَدْ رَضِيَ لَكُمْ الْمَنْزِل ; فَيَضْرِبُونَ عَلَيْهِ بِنَاء يَنْزِلُونَ حَوْلَهُ | “ |

### إساف ونائلة
وهما صنمين كان مكانهما على الصفا والمروة، وقصّتهما من المصادر الإسلامية أن اساف ونائلة كانوا عشاقا (وقيل أنهما من قبيلة جرهم) جاءوا حجاجا إلى الكعبة، ولكنهما أحدثا داخلها (أي الكعبة) فمسخا إلى صنمين من حجر لارتكابهما «الفاحشة» و«الفجور» ووضع احدهما على الصفا، وهو إساف ووضعت نائلة على المروة، وأورد ابن قيم الجوزية أن احدهما كان ملصقا بالكعبة والآخر في موضع زمزم، فنقلت قريش الذي كان ملصقا بالكعبة للآخر  وأورد الحافظ الذهبي صاحب سير أعلام النبلاء أنهما كانا من نحاس وروي أن خزاعة وقريش عبدتاهما ومن حج البيت بعدُ من العرب وكانوا ينحرون ويذبحون عندهما، وقيل أن عبد المطلب جد محمد بن عبد الله رسول الإسلام كان ينوي نحر ابنه عبد الله عندهما

### دوار
صنم كانت له حظوة عند الفتيات الصغار السن.
يقول امرؤ القيس في وصف الليل والخيل والصيد:

### ذو الخلصة
صنم كانت تعبده قبائل بجيلة وخثعم وأزد السراة وبنو الحارث بن كعب وجرم وزبيد والغوث بن مر بن أد وبنو هلال.

### عائم
صنم كانوا يعبدونه قبائل أزد السراة.

### الفلس
صنم قبيلة طيء هدمه علي بن ابي طالب

### جلسد
صنم قبيلة كندة في حضرموت

### ابغال
إله البدو ورعاة الجمال

### الأقيصر
هو أحد ألاصنام في الجاهلية وكان من أصنام قضاعة ولخم وجذام وعاملة وغطفان

### المحرق
لبكر بن وائل وسائر ربيعة وكانوا قد جعلوا في كل حي من ربيعة له ولداً.

## حسب المنطقة

### شرق الجزيرة العربية

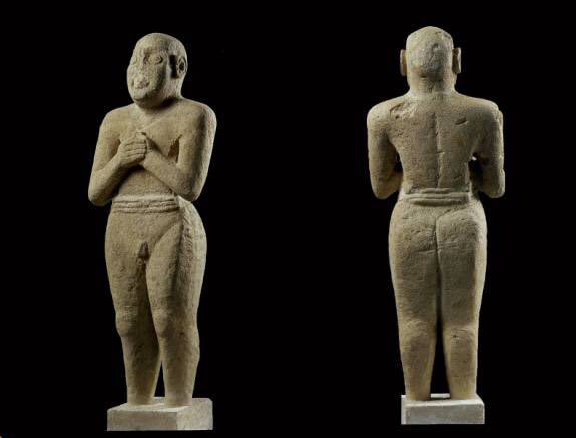
تمثال من جزيرة تاروت

عبدت حضارة دلمون، التي كانت موجودة على طول ساحل الخليج العربي والبحرين حتى القرن السادس قبل الميلاد، زوجًا من الآلهة، إنزاك وميسكيلاك. من غير المعروف ما إذا كانت هذه هي الآلهة الوحيدة في البانتيون أو ما إذا كان هناك آخرون. يشير اكتشاف الآبار في مواقع معبد ومزار دلمون إلى أن المياه العذبة لعبت دورًا مهمًا في الممارسات الدينية.
في الفترة اليونانية الرومانية اللاحقة، هناك أدلة على أن عبادة الآلهة غير الأصلية تم جلبها إلى المنطقة من قبل التجار والزوار. وشملت هذه الآلهة بيل، وهو إله شائع في مدينة تدمر السورية، وآلهة بلاد ما بين النهرين نابو وشمش، والآلهة اليونانية بوسيدون وأرتميس، والآلهة العربية الغربية كاهل ومنات.

### جنوب الجزيرة العربية

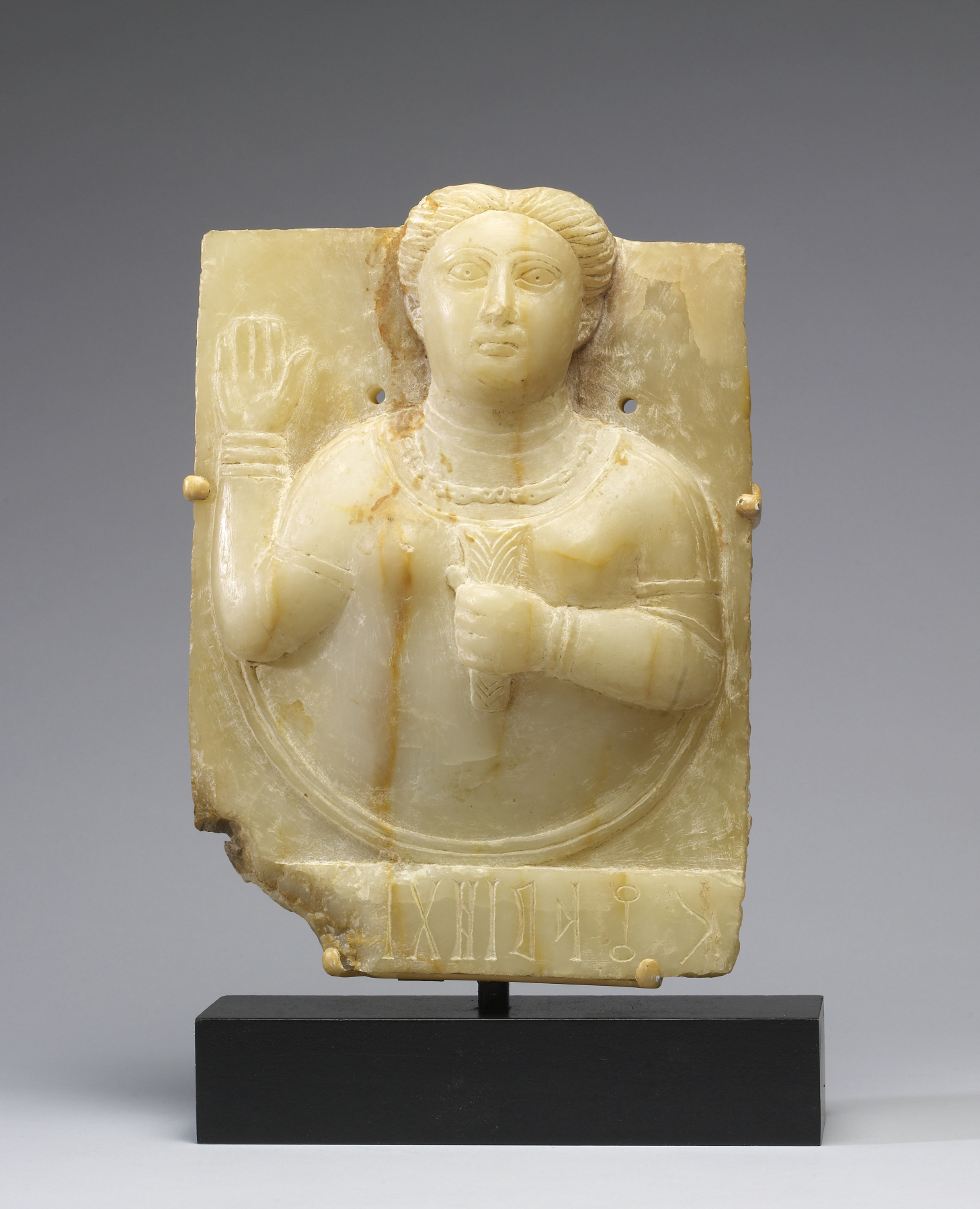
تمثال لكاهنة سبأ ترفع يدها للتوسط مع إلهة الشمس نيابة عن متبرع.

المصادر الرئيسية للمعلومات الدينية في جنوب شبه الجزيرة العربية قبل الإسلام هي النقوش، التي يبلغ عددها بالآلاف، وكذلك القرآن، وكذلك الأدلة الأثرية.
تعتبر حضارات جنوب الجزيرة العربية أكثر الحضارات تطوراً في شبه الجزيرة العربية. في جنوب الجزيرة، كان أكثر الآلهة شيوعًا هو عثتر. كان الإله الراعي (شيم) يعتبر ذا أهمية فورية أكثر بكثير من عثتر. وهكذا، كان لمملكة سبأ ألمقه، ومملكة معين ود، ومملكة قتبان عم، ومملكة حضرموت سين. كان يُطلق على كل شعب اسم «أبناء» إلههم الراعي. لعبت آلهة المملكة دورًا حيويًا من الناحية الاجتماعية والسياسية.
تشير الأدلة من النقوش الباقية إلى أن كل من الممالك الجنوبية كان لها آلهة خاصة بها من ثلاثة إلى خمسة آلهة، وكان الإله الرئيسي دائمًا إلهًا. على سبيل المثال، كانت آلهة سبأ تتألف من ألمقة، الإله الأكبر، مع عثتر، هوبس، ذات حميم، وذات بادان. كان عم إله قمري وكان مرتبطًا بالطقس، وخاصة البرق. وكان من أكثر ألقاب الإله ألمقة «رب العوام».
أما في ممكلة حمير، فقد كان الحميريين وثنيين في بدايتهم يعبدون عثتر وشمس، لكن في القرن الرابع الميلادي تحولوا للتوحيد واصبحوا يعبدون الله ويطلقون عليه اسم رحمن، وتشير إليه النصوص بأنه «رب السماوات والأرض» (الذي له ملك السماوات والأرض).

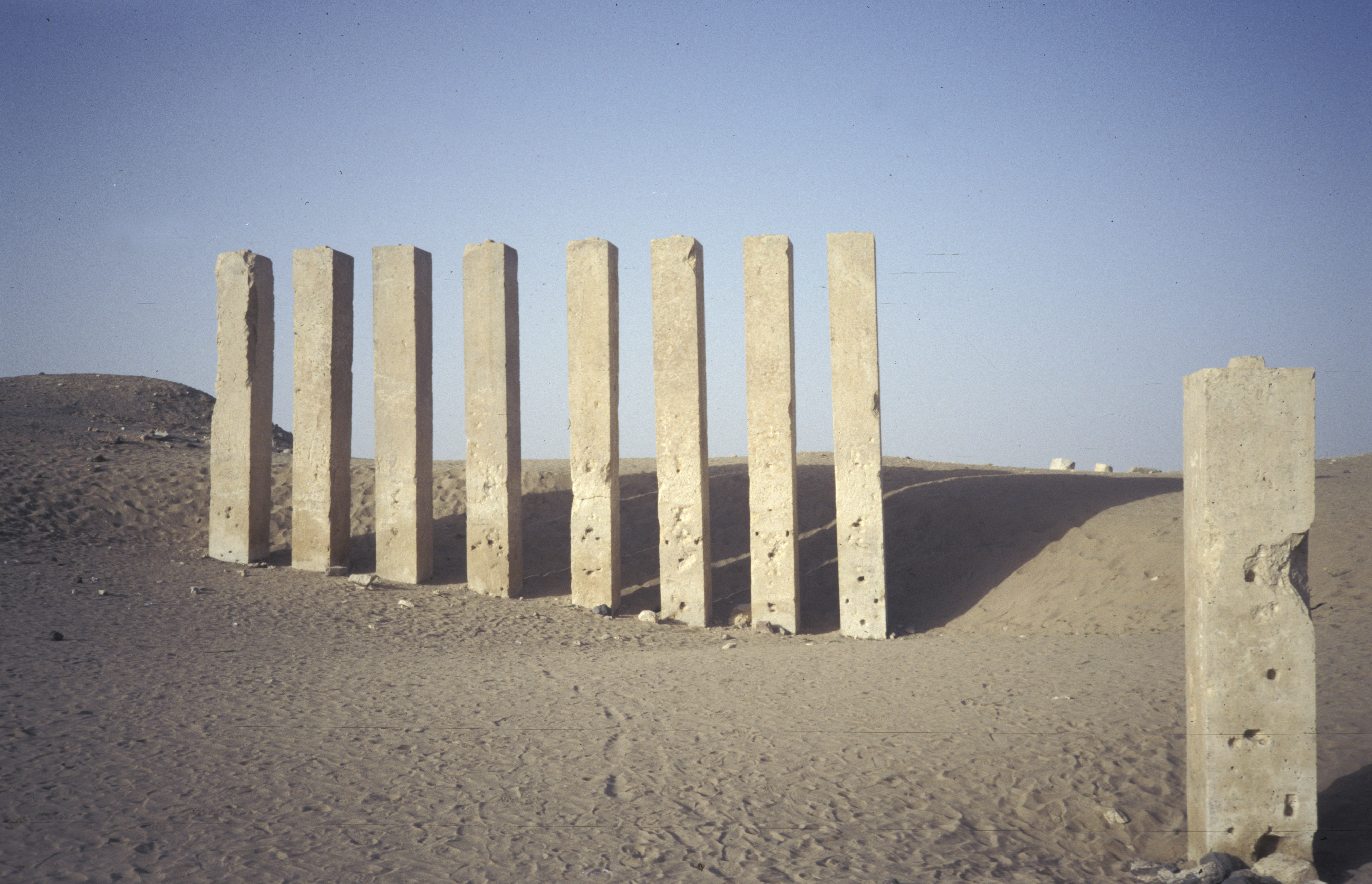
أنقاض معبد أوام المكرس للمقة.

#### التأثير على أكسوم
قبل اعتناق المسيحية، تأثرت مملكة أكسوم كثيرا بالآلهة والعبادات من جنوب الجزيرة العربية واتبعت دينًا متعدد الآلهة كان مشابهًا لدين جنوب الجزيرة العربية. كان إله القمر العربي الجنوبي هوبس يعبد في أكسوم. عُبد ألمقه في حولي ملازو (في إرتيريا اليوم). وضمت آلهة جنوب العرب في أكسوم ذات حميم وذات بادان، حيث يذكر الحجر المعاد استخدامه لاحقًا لكنيسة إندا سيركوس في ميلازو هذه الآلهة. كما ورد ذكر هوبس على مذبح في دبدب. في حين أن اسم (نرو) المذكور في نقوش أكسوم مرتبط باسم الإله العربي الجنوبي نوراو، إله النجوم. وذكر كذلك اسم الإله عثتر، إله السماء.

#### الانتقال إلى اليهودية
تظهر النقوش اعتناق الحميريين الديانة اليهودية. حيث عارض ملوك حمير جذريًا الشرك لصالح اليهودية، بدءًا رسميًا في 380. آخر أثر للشرك بالآلهة في جنوب الجزيرة العربية، في نقش يحتفل بذكرى مشروع بناء مع استحضار أسماء الآلهة، وآخر، يشير إلى معبد تألب، وكلها تعود إلى بعد 380 بقليل (الأول يعود إلى حكم الملك ظهارعمر أيمن، والآخر يعود إلى عام 401-402).

### وسط الجزيرة العربية
كان الإله الرئيسي لقبيلة كندة هو كاهل، الذي سميت عاصمتهم قرية ذات كاهل (قرية الفاو الحديثة) باسمه. يظهر اسمه على العديد من النقوش والنقوش الصخرية وعلى منحدرات جبل طويق وعلى جدران سوق القرية وفي البيوت السكنية وعلى المباخر. يذكر نقش في قرية كاهل الآلهة كاهل وعثتر الشريق مع الله.

### الحجاز
بحسب المصادر الإسلامية، كانت منطقة الحجاز موطنا لثلاثة أصنام مهمة مخصصة لكل من اللات والعزى ومناة. كان صنم اللات، وفقًا لكتاب الأصنام، قائمًا في الطائف، وكانت تعبد بشكل أساسي من قبل قبيلة بني ثقيف. كان صنم العزى في النخلة وكانت الإلهة الرئيسية لقبيلة قريش. تم تشييد صنم منات، على شاطئ البحر بين المدينة المنورة ومكة المكرمة، وعُبدت من قبل قبائل الأوس والخزرج. كان سكان عدة مناطق يعبدون مناة ويقدمون القرابين أمام صنمها، ولم يُعتبر حج البعض مكتملاً حتى يزوروا مناة ويحلقوا رؤوسهم.
تم عبادة آلهة أخرى في المنطقة من قبل قبائل معينة، مثل سواع في قبيلة بني هذيل والإله نهم في قبيلة مزينة.

### شمال الجزيرة العربية
غالبًا ما كان للمجتمعات الأقل تعقيدًا خارج جنوب الجزيرة العربية آلهة أصغر، مع الإله الراعي الذي كان له مكانة بارزة. تشمل الآلهة المشهودة في نقوش شمال الجزيرة العربية رضو، نهى، دثن، وكاهل. كانت القبائل الصفائية على وجه الخصوص تعبد بشكل بارز اللات باعتبارها جالبة للازدهار. كما عبدت القبائل الصفائية الإله السوري بعل سمين، وهو مذكور في النقوش الصفائية.
تركزت العبادة الدينية بين القدايريين، وهو اتحاد قبلي قديم، حول نظام تعدد الآلهة برزت فيه الآلهة الأنثوية. تضمنت الصور الإلهية المعبودة من قبل العرب القيداريين، كما هو مذكور في النقوش الآشورية، أصنام عثتر سمين، ونهى، ورودا، وداي، وأبيريللو، وأتاركروما.
كانت الوصية على هذه الأصنام، عادة الملكة الحاكمة، بمثابة كاهنة تتواصل مع العالم الآخر. كما توجد أدلة على أن القيداريين كانة ا يعبدون اللات الذي كُرس له نقش على وعاء من الفضة من ملك قيدار. يذكر التلمود البابلي أن معظم القيداريين كانوا يعبدون آلهة وثنية.